# Caín (novela)
Caín (en portugués, Caim) es el último libro del premio Nobel de Literatura José Saramago, publicado por primera vez en 2009. Es el segundo de sus trabajos que aborda la Biblia (el otro es El Evangelio según Jesucristo, publicado en 1991) desde su perspectiva antiteísta pero utilizando un razonamiento contemporáneo. En él, relata la vida errante de Caín. 
Saramago, debido a su origen portugués y toda la influencia cultural ejercida por el catolicismo en tal contexto, manifestó la necesidad de abordar la Biblia en su trabajo como escritor. Según Saramago este texto es parte de su patrimonio cultural, a diferencia del Corán, sobre el cual manifestó no es su función acercarse a él.

## Argumento
El libro narra las aventuras vividas por Caín después de haber sido condenado por Dios a vagar por la Tierra. En su andar errante, Caín se da cuenta de que posee la habilidad de viajar a través del tiempo junto con su burro. Debido a esto, Caín visita a varios de los personajes del Antiguo Testamento, siendo testigo directo de las relaciones de éstos con Dios, a quien Caín cuestiona por su crueldad y su vanidad, así como por ser vengativo y tirano. 
Entre los personajes que conoce Caín se encuentran: Abraham, en el momento en que iba a sacrificar a su hijo Isaac por mandato de Dios; y Noé, en el momento en que terminaba de construir el arca que resistiría el diluvio universal. También es testigo de las desgracias acaecidas a Job -debido a la aprobación que Dios le da a Satanás para ponerlo a prueba-, y de los acontecimientos en la Torre de Babel y en Sodoma y Gomorra.

## Acogida y controversia
Según Saramago, sin que el libro fuese aún leído, la Iglesia ya lo estaba atacando en los medios.
Saramago, al responder sobre las polémicas en las que estuvo involucrado con el lanzamiento del libro Caín en el 2009, y sobre si el lanzamiento de un libro como este podría causar controversia en España, dijo: "No, en España, no. Allí apareció recientemente un libro de Fernando Vallejo, La puta de Babilonia, el cual, de haber sido yo quien lo escribiera aquí en Portugal, ya me tendrían en la picota pública, colgando de un poste de avenida. Es de una denuncia cáustica y de crítica que es una auténtica demolición".

## El porqué del personaje Caín
Saramago habla de que Caín en la Biblia no tiene mucha vida. Mata a su hermano y toma una vida errante, sin quedar más nada escrito. Lo tomó como personaje suyo porque Dios eligió a Abel en vez de a Caín, quien fue humillado al haber sido rechazado su sacrificio. Si bien Caín no debió matar a su hermano, eso es fácil de decir ahora y el autor recalca que ni Abel ni Caín son personajes históricos sino invenciones de la imaginación humana. Saramago, aunque ateo, se dice empapado de valores cristianos, que respira desde la niñez. Por lo tanto afirma que escribe sobre algo que ha hecho de él en parte lo que es: es su derecho.

## El personajeLilith
El autor reconoce que el recuento de la unión carnal entre Lilith y Caín es un invento de él. Por otro lado, Saramago juega con el deseo sexual inherente al ser humano, desmitificando el hecho de que únicamente los hombres están sujetos al deseo sexual y que la mujer por manifestarlo no la convierte en una prostituta.[cita requerida]